# Langues aux îles Malouines
La langue officielle des Îles Malouines est l'anglais, parlé par 89 % de la population selon le recensement de 2006.
L'espagnol est quant à lui connu de 9 % de la population des îles. Les deux langues présentes sont donc l'anglais et l'espagnol, uniquement. Autrefois, il y avait un petit groupe de colons français, ainsi que des déportés acadiens d'après 1764 qui parlaient français, mais avec le temps, et l'éloignement des contrées francophones, les descendants de ces Francophones sont passés à l'anglais, et certains ont même anglicisé leur nom de famille. 